# Jo Walton

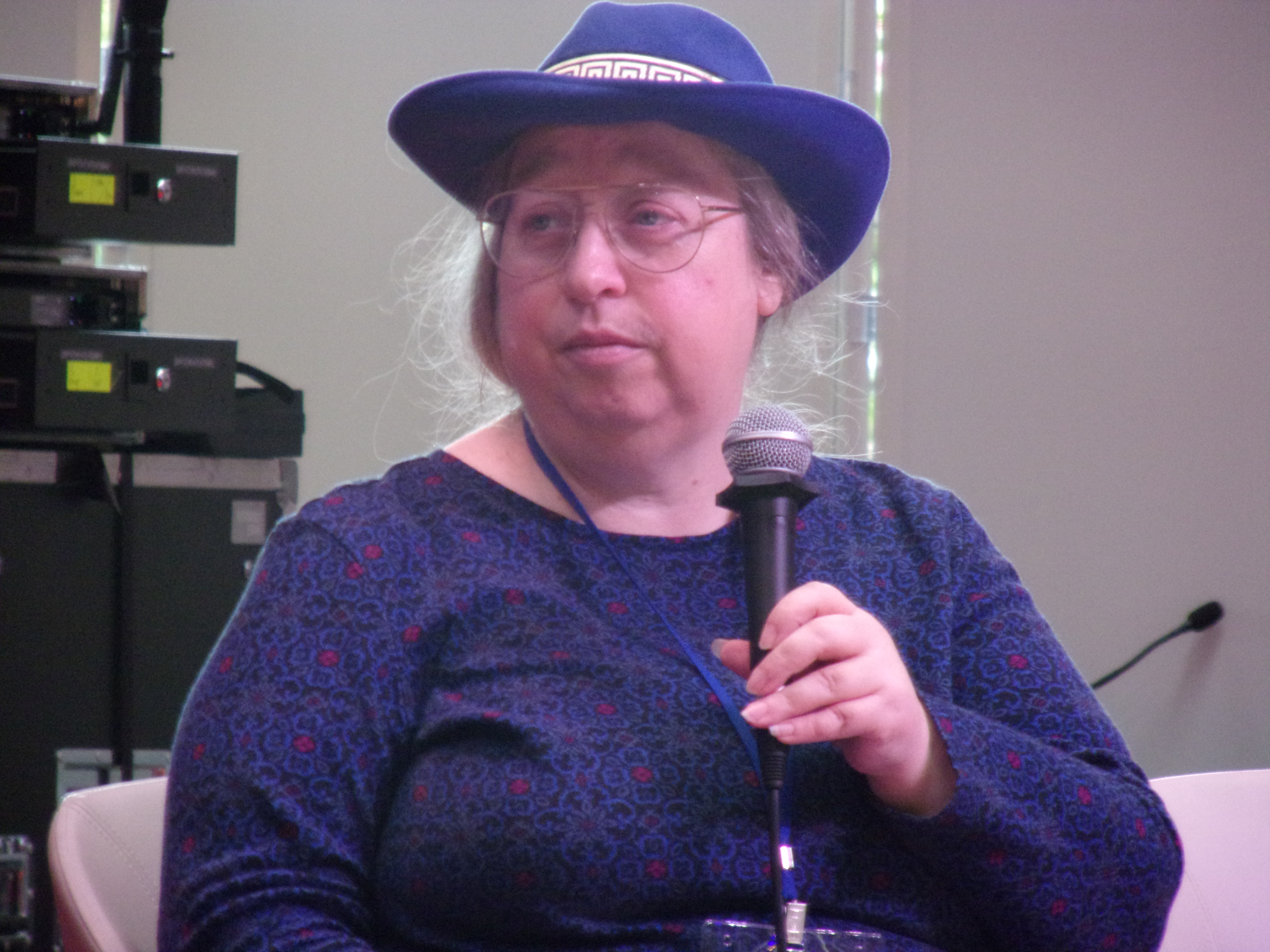
Walton in 2019.

Jo Walton (Aberdare, 1 december 1964) is een schrijfster van fantasy en sciencefiction. Haar eerste roman The King's Peace verscheen in 2000. Ze woont en werkt in Montreal in Canada, maar is van Britse afkomst.

## Biografie
Haar eerste twee romans, The King's Peace (2000) en The King's Name (2001), vormen samen een sleutelgeschiedenis, waarbij het verhaal van koning Arthur wordt herverteld in een fantasy-versie van Engeland. Net als in een sleutelroman worden in een sleutelgeschiedenis namen en kenmerken van echt bestaande volken, rijken en personen verhuld op een zodanige wijze dat ze nog wel te herkennen zijn, maar de schrijver de vrijheid heeft om waar nodig af te wijken van de werkelijkheid. Haar derde roman, The Prize in the Game (2002) speelde zich af in dezelfde wereld.

## Ontvangst

### Prijzen
In 2002 won Walton de John W. Campbell Award for the Best New Writer in Science Fiction.

In 2004 won ze de World Fantasy Award voor haar roman Tooth and Claw, die omschreven kan worden als een Trollope-roman met draken als hoofdpersonages. 

In 2010 werd haar boek Lifelode bekroond met de Mythopoeic Fantasy Award for Adult Literature.

Ze won voor Among Others (2011) de Nebula Award voor beste roman 2012, de Hugo Award voor beste Roman en de British Fantasy Award, en was genomineerd voor de World Fantasy Award voor Beste Roman. 

Voor My Real Children (2014) won ze de James Tiptree, Jr. Award in 2014, genomineerd voor World Fantasy Award en genomineerd voor de Prix Aurora Award.

### Vertalingen in het Nederlands
Twee van haar boeken zijn in 2007 het Nederlands vertaald: De Koningsvrede en In Naam van de Koning.

### Boeken
- GURPS Celtic Myth (2000, non-fictie)
- De Koningsvrede (2007) vertaling door Gerard Grasman; originele titel The King's Peace (2000)
- De Naam van de Koning (2007) vertaling door Gerard Grasman ; originele titel The King's Name (2001)
- The Prize in the Game (2002)
- Tooth and Claw (2003)
- Farthing (2006) Dit is geen fantasy, maar alternatieve geschiedenis
- Ha'penny (2007)
- Half a Crown (2008)
- Lifelode (2009)
- Among Others (2011)
- My Real Children (2014)
- The Just City (2015)
- The Philosopher Kings (2015)
- Necessity (2016)

### Korte verhalen
- Relentlessly Mundane (2000)
- Dancing Time (2000)
- At the Bottom of the Garden (2000)